# Bazilika sv. Apolináře v Classe
Bazilika sv. Apolináře v Classe (Saint Apollinaris in Classe) je rozlehlý raně křesťanský kostel v italské obci Ravenna. Jde o jednu z místních památek, která byla zařazena do seznamu UNESCO.

## Historie
Z pověření arcibiskupa Ursicina chrám nechal postavit ravennský bankéř a mecenáš umění Julian Argentarius v první polovině 6. století. A to na staré pohřební ploše, užívané na přelomu 2. a 3. století. Bazilika byla vysvěcena v roce 549, přilehlá zvonice pochází z konce 10. století.
Původně bazilika sloužila také jako hrobka prvního ravennského biskupa sv. Apolináře.

## Popis
Jde o trojlodní baziliku, která nemá příčnou loď (transept). Exteriér je pojat jednoduše a ne příliš zdobně. Fasáda je tvořena z cihel a pravidelně uspořádaných oken. V průčelí se nachází později přistavěný nartex, na samotné bazilice je v průčelí sdružené okno (rozděleno mullionem).
V interiéru je kostel zdobnější. Hlavní loď lemuje 24 sloupů z italského mramoru. Mezi nejzdobenější části patří výzdoba apsidy v závěru hlavní lodi. Ta je tvořena polychromovanou mozaikou, charakteristickou pro raně křesťanskou architekturu.